# Filoimea Telito
Filoimea Telito (1945. március 19. – 2011. július 11.) Tuvalu főkormányzója volt 2005. április 15. és 2010 májusa között. Ezt megelőzően iskolaigazgató, majd lelkipásztor volt. Vaiaku szigetén élt.

## Élete
A Motufoua középiskola igazgatója volt a Vaitupu szigeten, és a Tuvalui Egyház (Ekalesia Klisiano Tuvalu), lelkipásztora, később elnöke haláláig. 1996-ban az oktatás és közösség érdekében kifejtett tevékenységéért a Brit Birodalom lovagja lett (MBE). 2005. április 15-én lett Tuvalu főkormányzója, azaz az államfő, II. Erzsébet királynő képviselője. 2010-ben mondott le. 2007-ben a Szent Mihály- és Szent György-rend nagykeresztjével tüntette ki az uralkodó. Ezzel folytatódott az a hagyomány, melyet elődje, Faimalaga Luka kormányzó megtört, hogy a tuvalui kormányzó lovagi címet fogad el.
2011. július 11-én hunyt el szívrohamban, és 14-én temették el Funafutin. Temetése napján a kormány minden tevékenységét felfüggesztette egy napra.

## Külső hivatkozások
- Tuvalu Online Government Page Archiválva 2018. április 22-i dátummal a Wayback Machine-ben